# أوتوماك
[انحياز]
أوتوماك معرض للسيارات الذي ينظم في القاهرة سنويا ويعتبر أكبر معارض السيارات المصرية من حيث عدد الشركات المشاركة فيه ومن حيث نوعية وكم الزوار الذين يرتادونه كل كام.
وقد بدا تنظيم المعرض لأول مرة عام 1995 بعدد محدود من الشركات المشاركة فيه لم يلبث ان ازداد ابتداء من دورة عام 2004 والتي شهدت مشاركة نسبة كبيرة من شركات السيارات العاملة في السوق المصرية ولكن أخذ علي تلك الدورة ان اجنحة بعض الشركات لم تكن بالمستوي المطلوب وكان هدف بعض الشركات مجرد الحضور فقط كما أخذ عليها أيضا عدم مشاركة شركات مرموقة مثل نيسان وبيجو وفيات.

## الشركات المشاركة
وهذه قائمة بالشركات المشاركة في تلك الدورة:
- تويوتا.
- هوندا.
- سوبارو.
- دايهاتسو.
- هيونداي.
- كيا.
- بروتون.
- لوتس البريطانية والتي جاءت بموديل ايليز الرائع عبر وكيل بروتون عز العرب.
- سيات.
- رينو.
- أوبل.
- مرسيدس.
- بي ام دبليو.
- فولكس فاجن.
- بورشة.
- ميني.
- فورد.
- كرايسلر جيب دودج.[2]

## دورة 2005
وفي دورة عام 2005 كان عدد الشركات هو نفسه تقريبا مع انضمام عدد من الشركات وتلك قائمة بالشركات المشاركة بتلك الدورة:
-تويوتا -لكزس.
-نيسان.
-هوندا.
-بيجو.
سيتروين.
-رينو- داشيا.
-فولكس فاجن.
بي ام دبليو.
-لاند روفر -جاجوار.
-ميني.
-شيفرولية.
-هيونداي.
-شيري.
جيلي.
وكانت دورة عام 2006 هي الخطوة علي الطريق الصحيح بكل معاني الكلمة حيث زاد عدد الشركات العارضة وارتفعت نوعية الموديلات المعروضة حيث حرصت كل الشركات علي عرض أحدث ما عندها من موديلات مثل بي ام دبليو واودي وتويوتا.
الشركات المشاركة:
-تويوتا.
-نيسان.
-هوندا.
-دايهاتسو (عبد اللطيف جميل المحدودة).
-كيا (EIT)الوكالة الجديدة.
-هيونداي.
-شيري.
-بريليانس.
بي واي دي.
-بروتون.
-رينو.
-اودي\فولكس فاجن.
-بي ام دبليو\ ميني.
-جاجوار\لاند روفر \بنتلي\فيراري.
- فيات.
-اوبل.
-شيفرولية. 

## دورة 2007
دورة عام 2007 كانت بحق أكثر تطورا ونجاحا من سايقاتها بمشاركة كانت فعالة من معظم الشركات.
قائمة الشركات المشاركة:
-بي ام دبليو\ ميني.
- فولكس فاجن \اودي.
-اوبل.
-بورشة.
-بيجو.
رينو\ داشيا.
سيات.
فيات.
-فيراري مازيراتي.
-جاجوار \لاند روفر.
-سكودا.
-هيونداي.
- كيا.
- سانج يونج.
- تويوتا.
- هوندا.
-سوزوكي.
-نيسان.
-دايهاتسو.
فورد \لينكون \ميركوري.
- شيفرولية.
-سبيرانزا.
-شيري.
-بريليانس.

## دورة 2008
وكانت دورة عام 2008 هي انجح دورات المعرض علي الإطلاق والتي نجحت في وضعه علي أبواب العالمية بحق كمعرض راق علي أرض مصر.
الشركات المشاركة:
-تويوتا:
وعرضت موديلات PRIUS HYBRID-LAND CRUISER 2008-FJ CRUISER- CAMRY-الي جانب السلسلة التقليدية لها ونحن هنا نتعرض لابرز موديلات كل شركة والتي قامت بعرضهل بالمعرض.
-هوندا:
ACCORD 2008- CR-V.
-نيسان:
GT-R.
-دايهاتسو:
GRAND TERIOS- MATERIA.
-سوزوكي:
SX-4-GIMNY.
سوبارو:
FORESTER 2009.
هيونداي:
I 10.
كيا:
MOHAVE.
-رينو:
LAGUNA 2009.
-اوبل:
ASTRA SEDAN -ZAFIRA- MERIVA.
فولكس فاجن:
TIGUAN-PASSAT CC- GOLF VARIANT.
اودي:
S5-TT ROADSTER-A4 2009.
-مرسيدس:
GLK- SL 2009.
-بي ام دبليو:
X6-1 SERIES COUPE-M3 CABRIOLET.
-سكودا:
FABIA 2009.
-فيات:
500- BRAVO-LINEA.
-فيراري:
F 430 SPYDER- 559 FIORANO.
-مازيراتي:
GRAN TURISMO- QUATTRO PORTE.
-لاند روفر:
LR2 -RANGE ROVER SPORT- LR3 V6.
-جاجوار:
XF.
-ميني:
CLUB MAN.
-بنتلي:
CONTINENTAL FLYING SPUR.
-فورد:
ESCAPE FOCUS 2008.
-لينكون:
```
MKX-NAVIGATOR.
```

-شيفرولية:
CAPTIVA-EPICKA- AVEO5.
إضافة إلى بريليانس وسبيرانزا وجيلي واكبلوجن وبي واي دي وماهيندرا.